# Hironori Nishi
Hironori Nishi (西 弘則 Nishi Hironori?, nacido el 25 de febrero de 1987 en Kumamoto, Kumamoto) es un futbolista japonés que se desempeña como centrocampista.

## Trayectoria

### Clubes
| Club              | País  | Año         |
| ----------------- | ----- | ----------- |
| Roasso Kumamoto   | Japón | 2009 - 2010 |
| Oita Trinita      | Japón | 2011 - 2015 |
| Kamatamare Sanuki | Japón | 2016 -      |

## Estadística de carrera

### J. League
| Club              | Año   | J. League | J. League | Copa J. League | Copa J. League | Total | Total |
| Club              | Año   | Part.     | Goles     | Part.          | Goles          | Part. | Goles |
| ----------------- | ----- | --------- | --------- | -------------- | -------------- | ----- | ----- |
| Roasso Kumamoto   | 2009  | 43        | 8         | -              | -              | 43    | 8     |
| Roasso Kumamoto   | 2010  | 35        | 4         | -              | -              | 35    | 4     |
| Oita Trinita      | 2011  | 32        | 7         | -              | -              | 32    | 7     |
| Oita Trinita      | 2012  | 24        | 3         | -              | -              | 24    | 3     |
| Oita Trinita      | 2013  | 25        | 0         | 4              | 0              | 29    | 0     |
| Oita Trinita      | 2014  | 30        | 0         | -              | -              | 30    | 0     |
| Oita Trinita      | 2015  | 39        | 1         | -              | -              | 39    | 1     |
| Kamatamare Sanuki | 2016  | 35        | 3         | -              | -              | 35    | 3     |
| Kamatamare Sanuki | 2017  | 32        | 4         | -              | -              | 32    | 4     |
| Total             | Total | 295       | 30        | 4              | 0              | 299   | 30    |